# Squashfs
Squashfs (.sfs) — сжимающая файловая система для GNU/Linux, предоставляющая доступ к данным в режиме «только для чтения». Squashfs сжимает файлы, индексные дескрипторы и каталоги, а также поддерживает блоки размером до 1024 Кбайт для лучшего сжатия. Кроме того Squashfs является свободным ПО (используется лицензия GPL).
Squashfs предназначена для широкого использования файловых систем «только для чтения», а также в ограниченных по размеру блочных устройствах/системах хранения (то есть во встраиваемых системах), где необходимы низкие затраты на производство. Старые версии Squashfs использовали алгоритм сжатия gzip, также существовал проект, позволявший использовать алгоритм сжатия LZMA. Начиная с версии ядра 2.6.29, стандартная версия Squashfs поддерживает алгоритм LZMA2 (xz).

## Использование
Squashfs используется Live CD дистрибутивами Debian, Finnix, Gentoo, Ubuntu, Fedora, gNewSense, Arch Linux, а также во встраиваемых дистрибутивах, таких как прошивки маршрутизаторов OpenWRT и DD-WRT. Кроме того, Squashfs используется совместно с файловыми системами, образующими каскадно-объединённое монтирование, такими как UnionFS и AUFS, чтобы предоставить возможность использовать Live CD дистрибутивы Linux в режиме «чтение-запись». Это даёт преимущества от использования высокоскоростного сжатия Squashfs с возможностью производить изменения дистрибутива во время загрузки с Live CD. Такие дистрибутивы как Slax, Debian Live и Mandriva One используют эту комбинацию.
Squashfs уже является достаточно стабильной файловой системой, что послужило основанием для внесения её в основную ветку разработки ядра Linux. Файловая система была протестирована на архитектурах PowerPC, I586, MIPS, Sparc и ARM.